# Scraptia longicornis
Scraptia longicornis is een keversoort uit de familie bloemspartelkevers (Scraptiidae). De wetenschappelijke naam van de soort is voor het eerst geldig gepubliceerd in 1861 door Kiesenwetter.